# Non serviam
Non serviam (lat. ‚ich werde nicht dienen‘) ist eine Phrase, die generell Luzifer zugeschrieben wird, aber auch aus der griechisch-römischen Antike überliefert wird. Jener ehemalige Engel soll laut Volksmund diese Worte gesprochen haben, um seine Abneigung gegenüber dem Dienen unter Gottes Führung auszudrücken. Sie stehen für seinen Widerwillen und den stolzen Wunsch, sich selbst nach seinen eigenen Vorstellungen regieren zu wollen. Jene Worte sind der Grund, warum er aus dem Himmel verbannt wurde und von dort aus in die Hölle stürzte, um dort fortan als Satan zu regieren.
Heute wird der Ausdruck non serviam durch einige politische, kulturelle und religiöse Gruppen benutzt, um deren Kritik an oder Opposition zu gewissen Strukturen und Ansichten in Gesellschaft und Politik auszudrücken.

## Ursprung
In traditionellen Geschichten über den Höllensturz Luzifers werden diese Worte nicht erwähnt.
In der Vulgata, der lateinischen Bibelübersetzung, jedoch trauert der biblische Prophet Jeremia darüber, dass das israelische Volk trotz der Anmut Gottes die Worte non serviam spricht, um deren Ablehnung gegenüber nur einem Gott zu zeigen und weiterhin anderen Göttern huldigen zu können. Er warnt davor, dass diese Sünde bestraft werden wird.
Später galten diese Worte als genereller Ausdruck der Abweisung gegenüber Gott und wurden mit dem Sturz Luzifers in Verbindung gebracht. Es galt, dass jeder, der gegen Gott sündigt, auch entsprechend dieser Worte handelt.
Der römische Philosoph Seneca erwähnt (Epistulae morales 77,14) einen Spartaner („Lacon ille“), der mit dem Ausspruch „non serviam“ gefangen genommen wurde und, genötigt, als Sklavendienst einen Nachttopf zu leeren, Selbstmord beging. Aus den Worten Senecas, der Spartaner habe diesen Ausspruch „sua Dorica lingua“, also in seinem dorischen Dialekt, getan, kann man auf eine ältere griechische Fassung dieser Anekdote schließen. Seneca weist mit dieser Erzählung auf die innere Freiheit des Stoikers und dessen Unabhängigkeit von den Wechselfällen des Schicksals hin.
Nicht nur von religiösen Gruppen, sondern auch von Vertretern der Moderne wurde die Phrase non serviam aufgegriffen, um deren radikale, manchmal auch revolutionäre Einstellung gegenüber Konformität zu verdeutlichen.

## Das Motto in der modernen Literatur
- Non serviam – Ich werde nicht dienen wird von dem Protagonisten Stephen Dedalus in James Joyce’ Ein Porträt des Künstlers als junger Mann nach seiner Entscheidung, den Weg eines Künstlers einzuschlagen, gesprochen.
- Non serviam ist der Titel eines Buches und Poems, welches 1945 von dem schwedischen Poeten Gunnar Ekelöf geschrieben wurde.
- In Robert Anton Wilsons und Robert Sheas Trilogie Illuminatus!  wird der Ausdruck non serviam durch den Charakter Hagbard Celine verwendet, um seine Abneigung gegenüber dem Zahlen von Steuern und vielen anderen Dingen zu bekunden.
- Non serviam ist der Titel eines Gedichts von Carlos de la Cruz.
- Das Luzifer-Ritual oder non serviam ist der Titel eines Buches des Autors Frater Sursum ad lucem, das kontrollierte Besessenheit und Anrufung satanischer Energien behandelt.
- Non Serviam ist das fiktive Buch des fiktiven Wissenschaftlers Arthur Dobb, welches Stanislaw Lem in seinem Buch Die vollkommene Leere bespricht.

## Das Motto in der modernen Musik
- Titel des zweiten Albums der griechischen Metal-Band Rotting Christ.
- Name einer Wiener Metalband, die 1991 gegründet wurde und mehrere Tonträger mit meist politischen Texten auf Deutsch und Englisch veröffentlichte.
- Name einer 1995 gegründeten schwedischen Black-/Death-Metal-Band.
- Titel eines 1999 veröffentlichten Liedes der Band „Lullaby for the Working Class“, einer bereits aufgelösten Band aus Nebraska.
- Titel eines 2001 veröffentlichten Liedes des deutschen Rappers Phillie MC aus dem Album Schöne neue Welt.
- Titel eines 2007 veröffentlichten Liedes der deutschen Black-Metal-Band „Unlight“.
- Name der spanischen Hardcore-Punkband „Non Servium“ als Tippfehler.
- Titel eines 2017 veröffentlichten Liedes der deutschen  Melodic-Death-Metal-Band „Obscurity“.
- Titel eines 2021 veröffentlichten Liedes des britischen Musikers Frank Turner.

## Das Motto im modernen Film
- In Martin Scorseses Film The Departed fasst Jack Nicholson als Frank Costello seine Theorien über Unabhängigkeit und Führung mit den Worten non serviam zusammen.